# Red Cliff (Colorado)
Red Cliff, auch Redcliff, ist eine kleine Gemeinde im US-Bundesstaat Colorado – rund 150 km westlich von Denver in der Sawatchkette am Eagle River gelegen. Das U.S. Census Bureau hat bei der Volkszählung 2020 eine Einwohnerzahl von 257 ermittelt.
Die Gemeinde ist Teil von Eagle County und war bis 1921 auch Verwaltungssitz des Landkreises. Sie wurde 1879 während des „Silberbooms“ durch Minenarbeiter von Leadville gegründet, die in Erwartung größerer Erfolgsaussichten über den Tennessee-Pass kamen. Der Name Red Cliff geht auf die roten Quarzitfelsen zurück, die den Ort umgeben.
Das heutige Red Cliff besteht aus mehreren alten Häuser und umgebauten Wohnanhängern in den Flusstälern des Eagle River. Einige der zahlreichen alten Holzbauten entlang der Hauptstraße wurden in jüngster Zeit für den Wintersport-Tourismus modernisiert. Für das Skilanglaufen ist Red Cliff ein beliebter Zugangspunkt zum Shrine-Pass, für den dann vom Wintersportort Vail ein Zubringerdienst besteht.